# U-Bahnhof Buckhorn
Der U-Bahnhof Buckhorn ist eine Haltestelle der Hamburger U-Bahn-Linie U1. Das Kürzel der Station bei der Betreiber-Gesellschaft Hamburger Hochbahn lautet „BN“. Der U-Bahnhof hat täglich 1.352 Ein- und Aussteiger (Mo–Fr, 2019).

## Anlage
Der denkmalgeschützte Bahnhof verfügt über einen etwa 120 m langen Mittelbahnsteig im Einschnitt, wenige Meter hinter der Station führt eine Brücke die Straße „Im Regestall“ über den Einschnitt, an dieser liegt das Zugangsgebäude.
Im April 2016 wurde die Grundsanierung der Gebäude-Fußgängerbrücke vorgenommen (Fliesen- und Bodenbeläge, Dachschindeln). Ab Juli 2016 erfolgte – unter aufwändiger Schonung der historischen Bausubstanz – der barrierefreie Haltestellen-Ausbau, der Ende März 2017 mit der Inbetriebnahme des Fahrstuhls abgeschlossen wurde.

## Geschichte
Der Bahnhof wurde um 1916 noch unter dem Namen „Volksdorf-Nord“ fertiggestellt. Architekt war Eugen Göbel, der als Oberbaurat in der Hamburger Bauverwaltung auch die S-Bahnhöfe Barmbek, Hasselbrook und Ohlsdorf sowie sämtliche U-Bahnhöfe der Walddörferbahn entwarf.
Während des provisorischen Dampfbetriebs nach Barmbek (damals: Barmbeck) fand noch kein Betrieb statt, die Züge fuhren ohne Halt durch. Erst mit Aufnahme des elektrischen Betriebs 1925 (nach Demontage eines Streckengleises) wurde an der Haltestelle gehalten, die nun schon den Namen Buckhorn trug.
| Linie | Verlauf |
| ----- | --- |
| U 1   | Norderstedt Mitte – Richtweg – Garstedt – Ochsenzoll – Kiwittsmoor – Langenhorn Nord – Langenhorn Markt – Fuhlsbüttel Nord – Fuhlsbüttel – Klein Borstel – Ohlsdorf – Sengelmannstraße (City Nord) – Alsterdorf – Lattenkamp (Sporthalle) – Hudtwalckerstraße – Kellinghusenstraße – Klosterstern – Hallerstraße – Stephansplatz (Oper/CCH) – Jungfernstieg – Meßberg – Steinstraße – Hauptbahnhof Süd – Lohmühlenstraße – Lübecker Straße – Wartenau – Ritterstraße – Wandsbeker Chaussee – Wandsbek Markt – Straßburger Straße – Alter Teichweg – Wandsbek-Gartenstadt – Trabrennbahn – Farmsen – Oldenfelde – Berne – Meiendorfer Weg – Volksdorf / Streckenast Ohlstedt – Buckhorn – Hoisbüttel – Ohlstedt \ Streckenast Großhansdorf – Buchenkamp – Ahrensburg West – Ahrensburg Ost – Schmalenbeck – Kiekut – Großhansdorf |

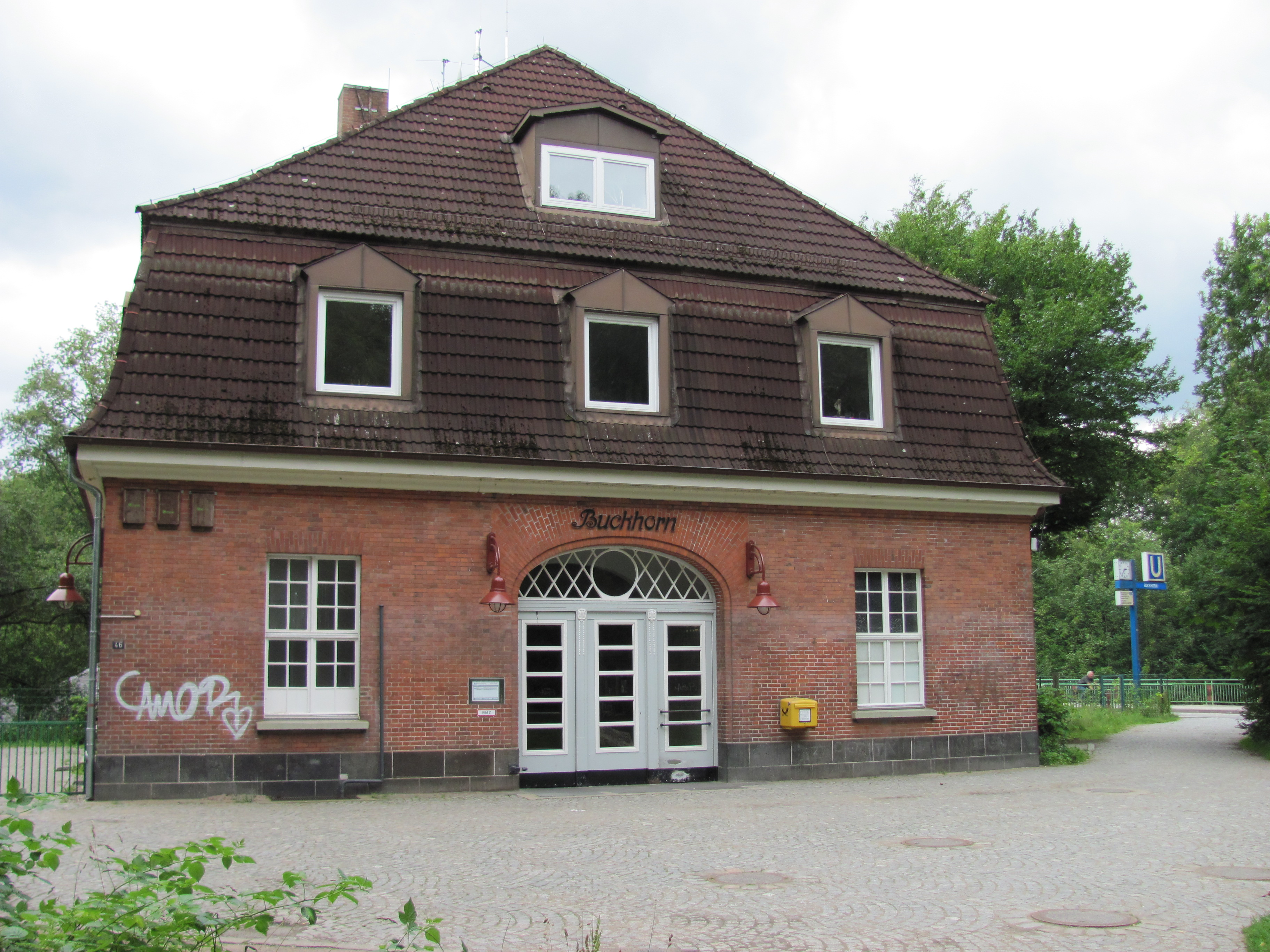
Zugangsgebäude
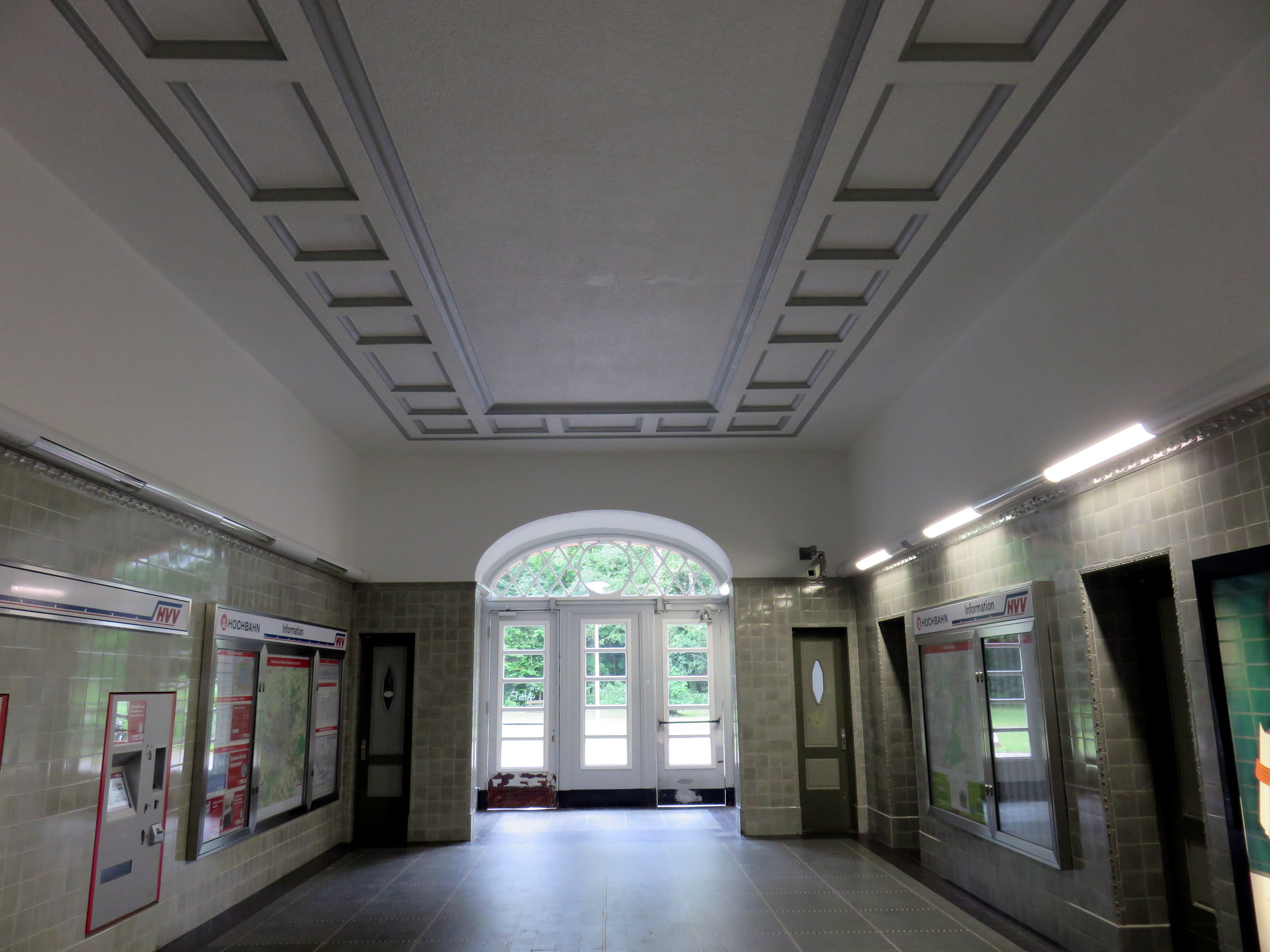
Eingangshalle
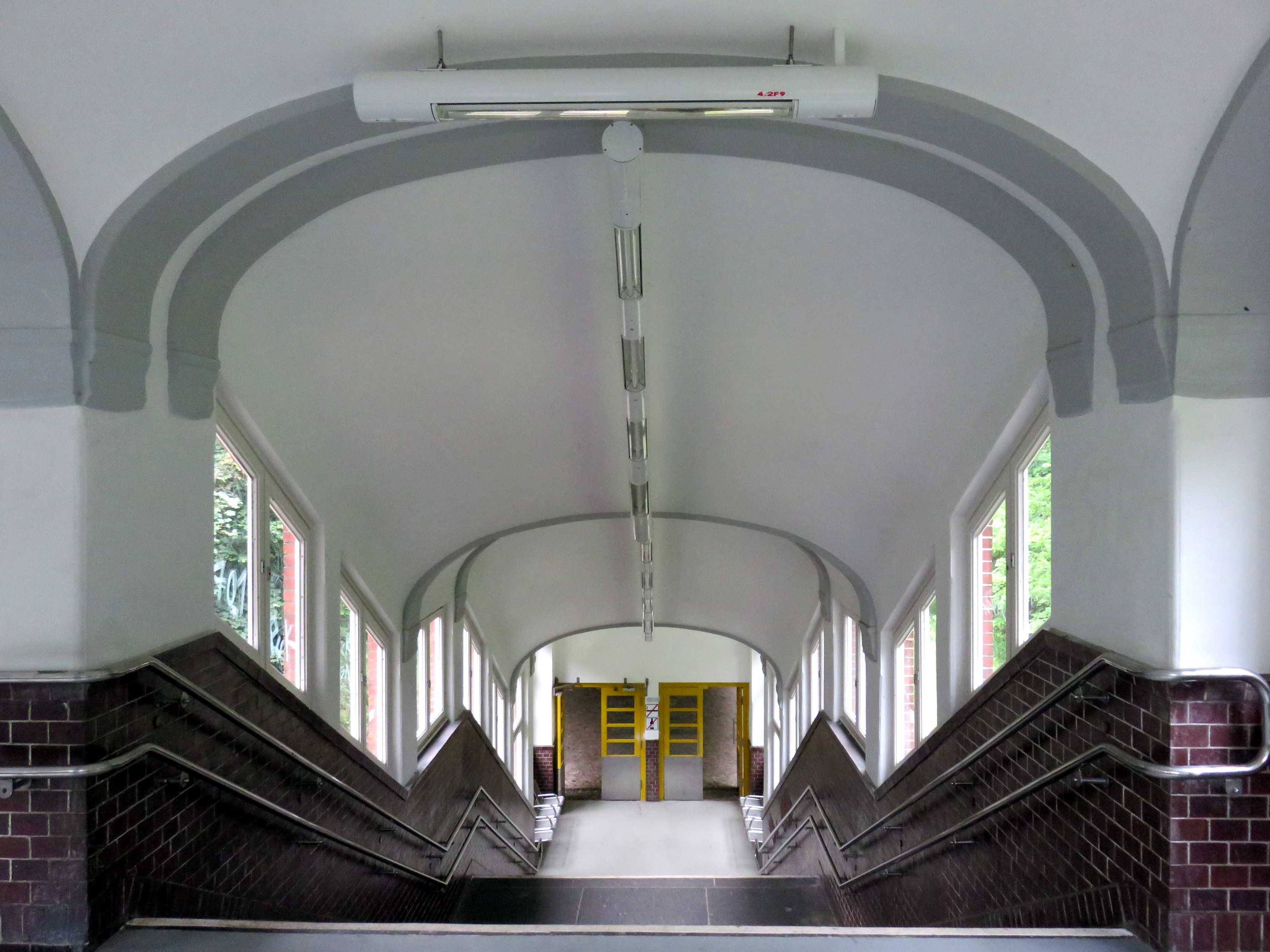
Treppenhaus
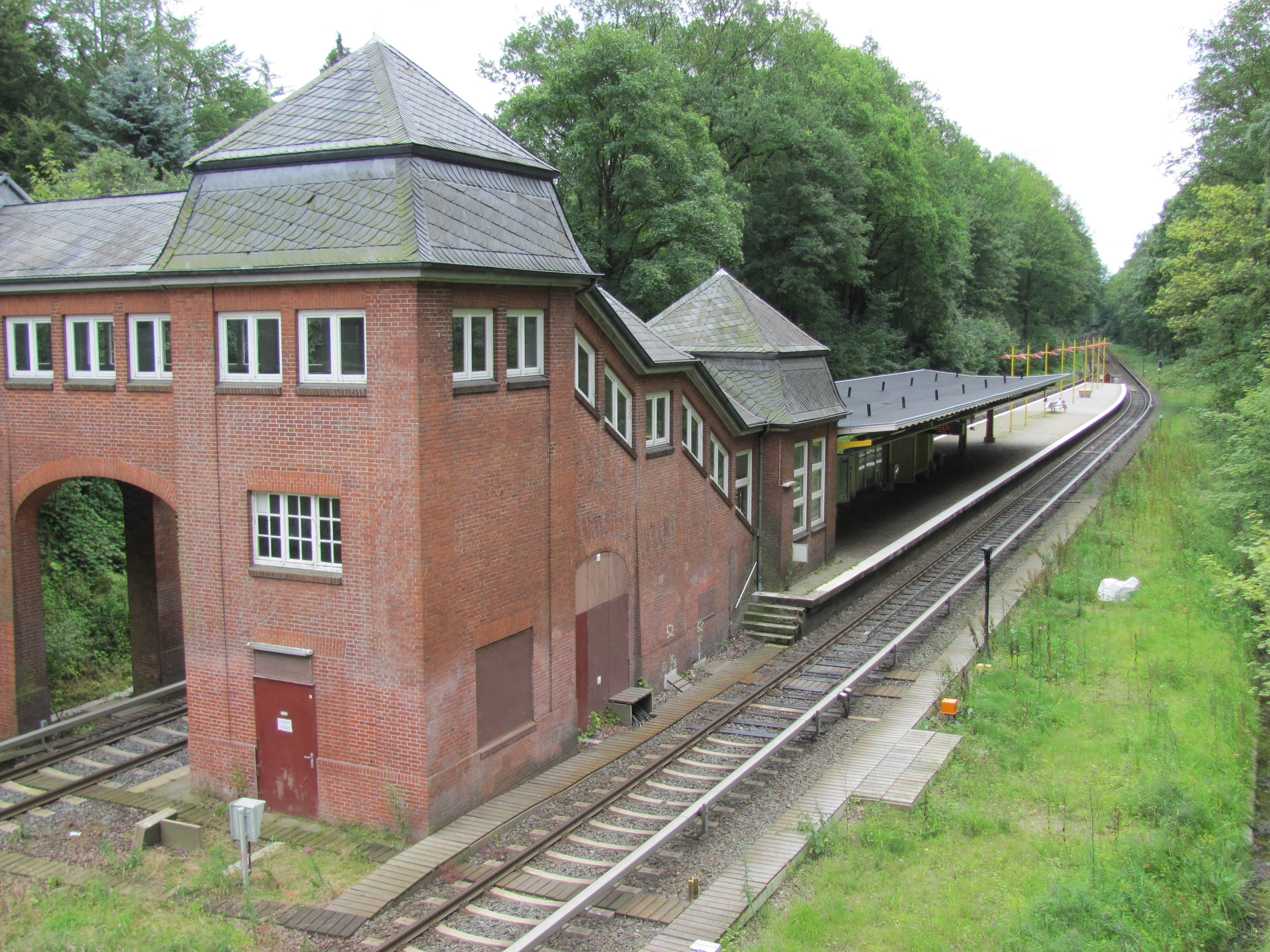
Zugang vor Umbau
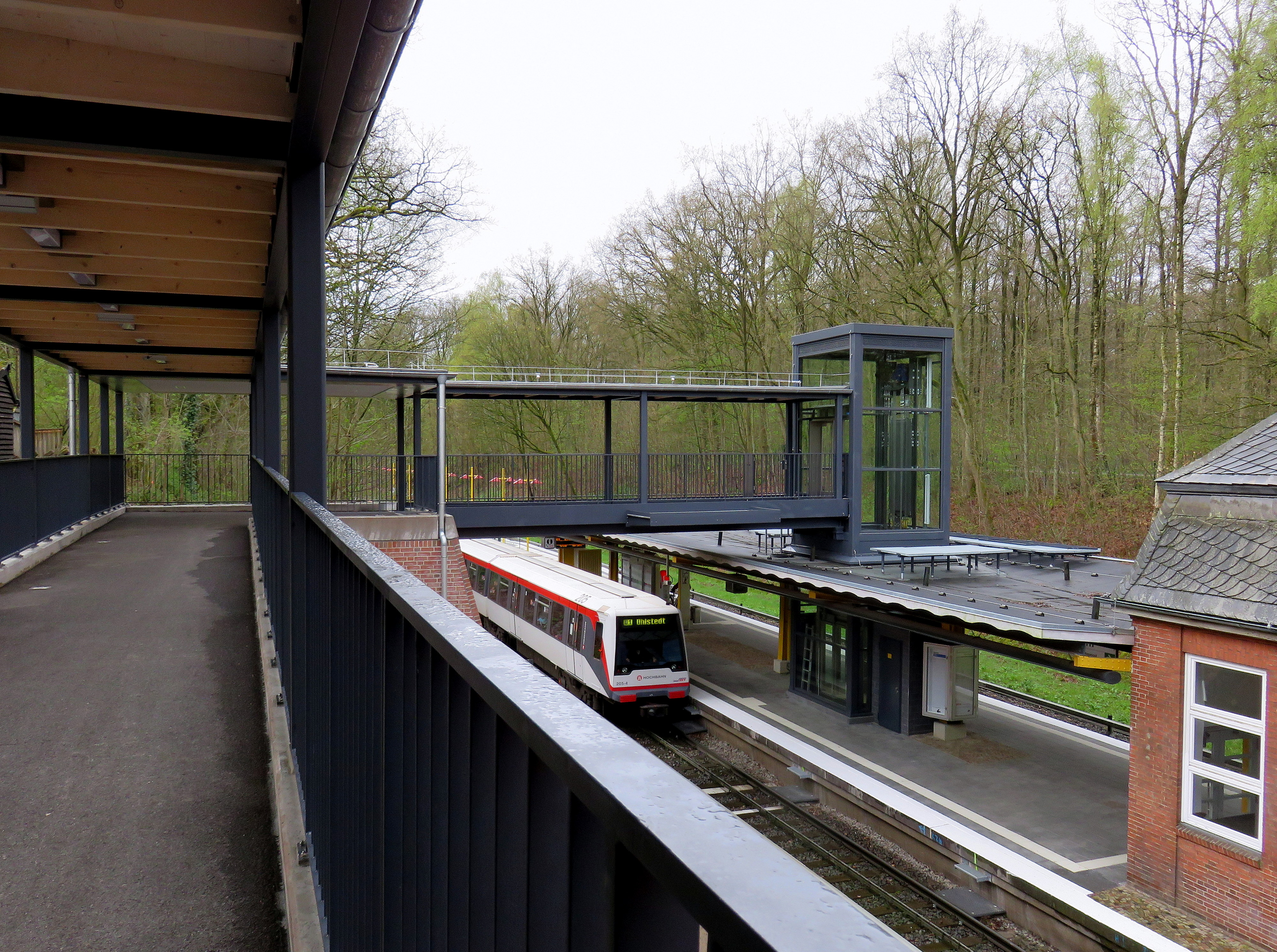
Bahnsteig nach Umbau mit „Gangway“ und Fahrstuhlbrücke
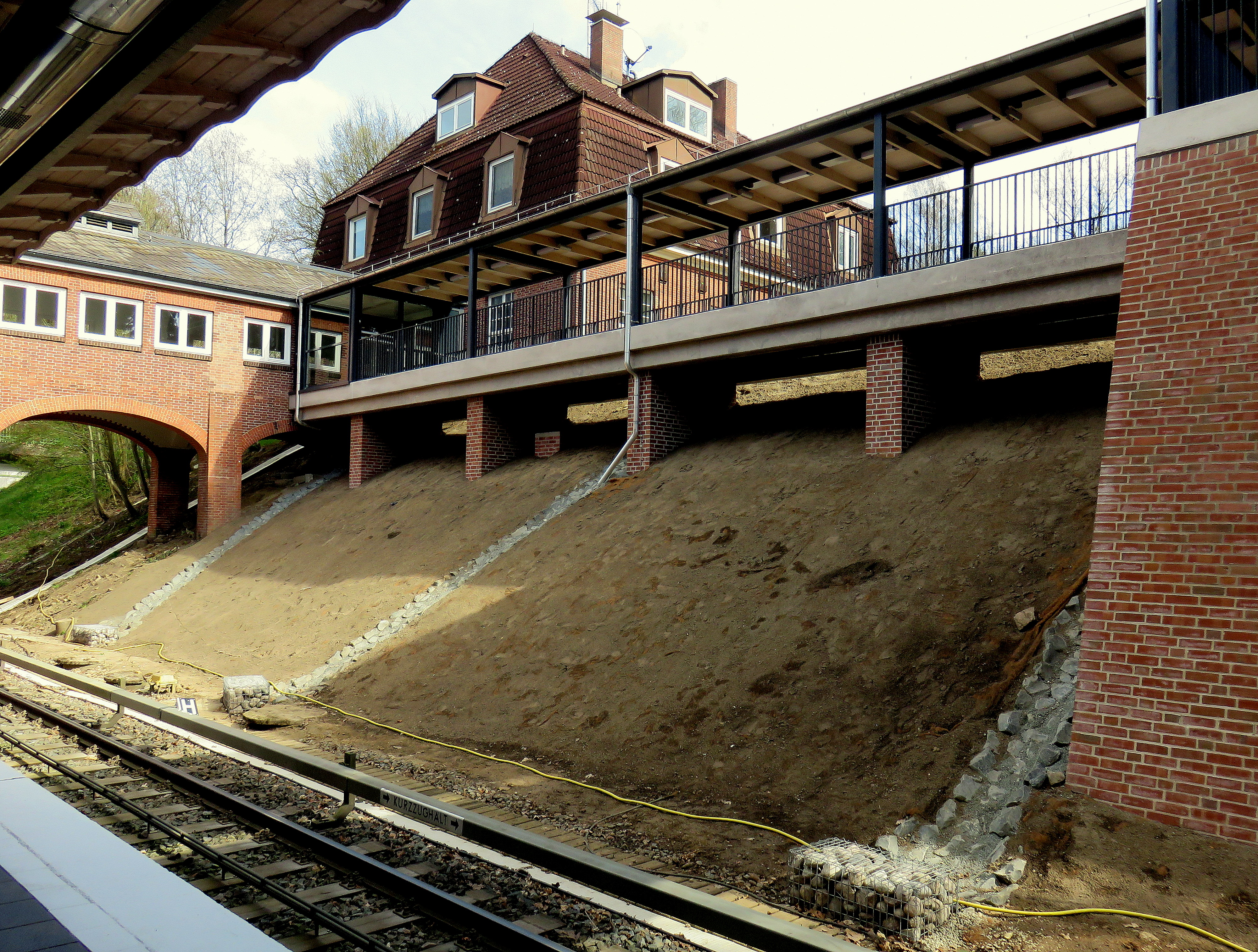
„Gangway“ von Eingangshalle zum Fahrstuhl (April 2017)

## Nachweise
1. 1 2 3  Haltestellennamen - Hamburger Hochbahn, fredriks.de, abgerufen am 1. Juni 2021
2. 1 2  HVV-Fahrgastzahlen im Transparenzportal Hamburg, veröffentlicht am 15. Oktober 2020, abgerufen am 9. April 2022